# Єремай Ернандес
Єрема́й Ерна́ндес Ку́бас (ісп. Yeremay Hernández Cubas, також відомий просто як Єрема́й (ісп. Yeremay; нар. 10 грудня 2002) — іспанський футболіст, вінгер клубу «Депортіво».

## Клубна кар'єра
Вихованець команд «Альманара» і «Лас-Пальмас», звідки 2015 року перейшов до системи мадридського «Реала». 2017 року приєднався до академії «Депортіво». 11 грудня 2018 року підписав з клубом свій перший професіональний контракт.
13 грудня 2020 року дебютував за резервну команду в матчі Терсери проти «Фістерри». 7 березня в поєдинку проти «Польворіна» забив свій перший гол у кар'єрі.
1 грудня 2021 року дебютував в основному складі «Депортіво» в матчі Кубка Іспанії проти клубу «УКАМ Мурсія», вийшовши на заміну. Також у цій грі відзначився своїм першим голом за клуб. 4 грудня 2021 року в поєдинку проти «Расінга» (Ферроль) дебютував у Прімері Федерасьйон. 
У вересні 2022 року офіційно переведений до першої команди клубу. 20 листопада 2022 року в матчі проти «Леонеси» вперше відзначився м'ячем у Прімері Федерасьйон. 11 серпня 2023 року продовжив контракт з «Депортіво» до літа 2026 року з опцією продовження ще на один рік.
18 квітня 2024 року продовжив контракт з клубом до літа 2030 року. В сезоні 2023–24 забив 4 голи у 26 матчах, допомігши команді здобути підвищення до Сегунди.
17 серпня 2024 року в матчі проти клубу «Реал Ов'єдо» дебютував у Сегунді. 1 вересня 2024 року вперше відзначився м'ячем в Сегунді в поєдинку проти «Расінга» (Ферроль), принісши перемогу своїй команді (1-0).

## Кар'єра в збірній
В жовтні 2024 року вперше викликаний в збірну Іспанії до 21 року для участі в матчах кваліфікації молодіжного чемпіонату Європи 2025 проти збірних Казахстану та Мальти. 10 жовтня в поєдинку з Казахстаном дебютував за молодіжну збірну.
В червні 2025 року потрапив в заявку збірної до 21 року на молодіжний чемпіонат Європи в Словаччині, але через травму на турнір не поїхав.

## Статистика виступів
Станом на 17 травня 2025 
| Клуб              | Сезон             | Чемпіонат           | Чемпіонат | Чемпіонат | Кубок | Кубок | Єврокубки | Єврокубки | Інші  | Інші | Всього | Всього |
| Клуб              | Сезон             | Дивізіон            | Матчі     | Голи      | Матчі | Голи  | Матчі     | Голи      | Матчі | Голи | Матчі  | Голи   |
| ----------------- | ----------------- | ------------------- | --------- | --------- | ----- | ----- | --------- | --------- | ----- | ---- | ------ | ------ |
| Депортіво Б       | 2020–21           | Терсера Федерасьйон | 17        | 3         | —     | —     | —         | —         | —     | —    | 17     | 3      |
| Депортіво Б       | 2021–22           | Терсера Федерасьйон | 18        | 5         | —     | —     | —         | —         | 1     | 0    | 19     | 5      |
| Депортіво Б       | Всього            | Всього              | 35        | 8         | 0     | 0     | 0         | 0         | 1     | 0    | 35     | 8      |
| Депортіво         | 2021–22           | Прімера Федерасьйон | 8         | 0         | 1     | 1     | —         | —         | 1     | 0    | 10     | 1      |
| Депортіво         | 2022–23           | Прімера Федерасьйон | 21        | 2         | 1     | 0     | —         | —         | 2     | 1    | 24     | 2      |
| Депортіво         | 2023–24           | Прімера Федерасьйон | 25        | 4         | 1     | 0     | —         | —         | —     | —    | 26     | 4      |
| Депортіво         | 2024–25           | Сегунда Дивізіон    | 38        | 15        | 0     | 0     | —         | —         | —     | —    | 39     | 15     |
| Депортіво         | Всього            | Всього              | 93        | 21        | 3     | 1     | 0         | 0         | 3     | 1    | 98     | 23     |
| Всього за кар'єру | Всього за кар'єру | Всього за кар'єру   | 127       | 29        | 3     | 1     | 0         | 0         | 4     | 1    | 134    | 31     |

1. ↑  Матчі плей-оф Терсери Дивізіону 2022
2. ↑  Матчі плей-оф Сегунди Федерасьйон 2022
3. ↑  Матчі плей-оф Прімери Федерасьйон 2023

## Досягнення
«Депортіво»
- Переможець Прімери Федерасьйон: 2023–24[18]